# Раменецкое
Раменецкое — небольшое озеро в Сандовском районе Тверской области, в 2 километрах к юго-востоку от деревни Раменец Сандовского района и примерно в 14 километрах к югу от райцентра Сандово. Площадь поверхности — 0,4 км². Лежит на высоте 160,9 метра над уровнем моря.
Озеро со всех сторон окружено заболоченным лесом. Преобладающие лесные породы — берёза и ель. Раменецкое озеро — популярное место отдыха жителей Сандовского района, место купания и рыбной ловли. В прессе со ссылкой на слова местных жителей сообщалось, что в озере обитают чёрные окуни.